# Antoine Farès Bounajem
Antoine Farès Bounajem (ur. 10 sierpnia 1967 w Harharaya-Kattine) – libański duchowny maronicki, arcybiskup Antiljas od 2021.

## Życiorys
Święcenia kapłańskie otrzymał 10 lipca 1994 i został inkardynowany do archieparchii Antiljas. Pracował głównie jako duszpasterz parafialny. Był także m.in. wikariuszem biskupim ds. duszpasterskich i katechezy młodzieży oraz kapelanem organizacji skautowych.
Synod Kościoła maronickiego wybrał go na arcybiskupa Antiljas. 3 marca 2021 papież Franciszek zatwierdził ten wybór. Sakry biskupiej udzielił mu 9 kwietnia 2021 kardynał Béchara Boutros Raï – maronicki patriarcha Antiochii.